# Taha Yalçıner
Taha Yalçıner (* 12. Januar 1987 in Istanbul) ist ein türkischer Fußballspieler.

## Karriere

### Verein
Yalçıner erlernte das Fußballspielen in der Jugendmannschaft des Traditionsvereins Fenerbahçe Istanbul. Im Frühjahr 2007 erhielt hier einen Profivertrag, spielte aber weiterhin für die Reservemannschaft. Zur Saison 2007/08 wurde er dann an den Viertligisten Muğlaspor und spielte hier in einer Spielzeit in 23 Ligabegegnungen mit.
Zur Saison 2008/09 wurde er von Fenerbahçe an Karşıyaka SK samt Ablöse abgegeben. In seiner neuen Wirkungsstätte etablierte er sich sofort als Leistungsträger. In der ersten Saison schaffte er es mit seiner Mannschaft in die Relegation der TFF 1. Lig und verpasste erst hier den Aufstieg in die Süper Lig. Die nachfolgende Spielzeit schaffte man es erneut in die Relegation, scheiterte aber auch dieses Mal.
Zur Winterpause der Spielzeit 2012/13 wechselte Yalçıner zum Ligakonkurrenten Adana Demirspor. Zum Sommer 2013 löste er seinen noch bis zum Sommer 2014 gültigen Vertrag auf und wechselte er dann innerhalb der TFF 1. Lig zu Samsunspor.
Für die Saison 2016/17 wurde er vom Erstligisten Alanyaspor verpflichtet. Nach drei Jahren wechselte er zum Zweitligisten Akhisarspor.